# Caldeirão
Caldeirão este o arie protejată (sit de importanță comunitară — SCI, arie de protecție specială avifaunistică — SPA) din Portugalia întinsă pe o suprafață de 47.202,19 ha, integral pe uscat.

## Localizare
Centrul sitului Caldeirão este situat la coordonatele 37°21′00″N 8°10′20″W / 37.3501°N 8.1723°V.

## Înființare
Situl Caldeirão a fost declarat arie de protecție specială avifaunistică în octombrie 2003 pentru a proteja 1 specie de plante și 56 de specii de animale. Situl a fost protejat și ca sit de importanță comunitară în iunie 1999.

## Biodiversitate
Situată în ecoregiunea mediteraneană, aria protejată conține 9 habitate naturale: Iazuri temporare mediteraneene, Râuri mediteraneene cu debit intermitent, cu specii de Paspalo-Agrostidion, Pseudostepă cu ierburi și specii anuale de Thero-Brachypodietea, Dehesas cu Quercus spp. perene, Pajiști umede mediteraneene cu ierburi înalte de Molinio-Holoschoenion, Peșteri inaccesibile publicului, Galerii de Salix alba și de Populus alba, Galerii și tufărișuri riverane sudice (Nerio-Tamaricetea și Securinegion tinctoriae), Păduri de Quercus suber.
La baza desemnării sitului se află mai multe specii protejate:
- plante (1): Salix salvifolia subsp. australis
- păsări (40): lăcar mare (Acrocephalus arundinaceus), lăcar-de-lac (Acrocephalus scirpaceus), pescăruș albastru (Alcedo atthis), fâsă-de-câmp (Anthus campestris), fâsă de luncă (Anthus pratensis), lăstunul mare (Apus apus), buha (Bubo bubo), ciocârlie-cu-degete-scurte (Calandrella brachydactyla), măcăleandru roșcat (Cercotrichas galactotes),  prundaș gulerat mic (Charadrius dubius), barză albă (Ciconia ciconia), șerpar (Circaetus gallicus), erete vânăt (Circus cyaneus), erete cenușiu (Circus pygargus), Clamator glandarius, prepeliță (Coturnix coturnix), cuc (Cuculus canorus), lăstun de casă (Delichon urbica), Galerida theklae, vulturul pleșuv sur (Gyps fulvus), Hieraaetus fasciatus, Hippolais polyglotta, rândunică roșcată (Hirundo daurica), rândunică (Hirundo rustica), sfrâncioc cu cap roșu (Lanius senator), ciocârlie de pădure (Lullula arborea), privighetoare (Luscinia megarhynchos), prigoare (Merops apiaster), muscar sur (Muscicapa striata), pietrar mediteranean (Oenanthe hispanica), grangur (Oriolus oriolus), ciuf-pitic (Otus scops), codroșul de pădure (Phoenicurus phoenicurus), pitulice de munte (Phylloscopus collybita), turturică (Streptopelia turtur), silvie roșcată (Sylvia cantillans), Sylvia conspicillata, Sylvia hortensis, silvie de tufiș (Sylvia undata), Tachymarptis melba
- mamifere (8): vidră de râu (Lutra lutra), râs iberic (Lynx pardinus), liliac cu aripi lungi (Miniopterus schreibersii), liliac cu urechi de șoarece (Myotis blythii), liliac comun (Myotis myotis), liliacul mare cu potcoavă (Rhinolophus ferrumequinum), liliacul mic cu potcoavă (Rhinolophus hipposideros), liliacul cu potcoavă a lui méhely (Rhinolophus mehelyi)
- nevertebrate (2): fluturele auriu (Euphydryas aurinia), Oxygastra curtisii
- pești (5): Anaecypris hispanica, Cobitis paludica, Iberochondrostoma almacai, Rutilus alburnoides, Rutilus lemmingii
- reptile (1): Mauremys leprosa

Pe lângă speciile protejate, pe teritoriul sitului au mai fost identificate 4 specii de plante, 3 specii de amfibieni, 10 specii de mamifere, 1 specie de nevertebrate, 3 specii de pești, 4 specii de reptile.